# Paralidia retrorsa
Paralidia retrorsa är en insektsart som beskrevs av Nielson 1986. Paralidia retrorsa ingår i släktet Paralidia och familjen dvärgstritar. Inga underarter finns listade i Catalogue of Life.